# Andrew Vlahov
Andrew Vlahov, né le 1er avril 1969 à Perth, en Australie, est un ancien joueur australien de basket-ball, évoluant au poste d'ailier fort. 